# 松原町 (鹿児島市)
松原町（まつばらちょう）は、鹿児島県鹿児島市の町。鹿児島郡鹿児島府下松原通町、鹿児島市松原通町。郵便番号は892-0833。人口は1,803人、世帯数は1,248世帯（2020年4月1日現在）。1963年（昭和38年）より松原町の全域で住居表示を実施している。

## 地理
鹿児島市中部に位置している。町域の北方には船津町、南方にはパース通りを挟んで南林寺町、西方には樋之口町、東方には堀江町がそれぞれ接している。
町域の全体が事務所や店舗などが混在する住宅街である。町域の中央を国道225号が通り、それに並行して大門口通りが通っている。
また、西方には島津貴久を祀る松原神社がある。松原神社は明治2年の廃仏毀釈によって破壊された南林寺の跡に創建されたものであり、島津貴久の家臣の平田純貞の伝説から歯の神様と称されるようになった。

### 町名の由来
薩藩名勝誌によれば現在の松原町付近には「松原山」と呼ばれる山があったとされ、町名は松原山に由来するとされている。

## 歴史
明治初期より鹿児島府下のうちの松原通町と称していた。
1888年（明治21年）に公布された市制（明治21年法律第1号）に基づき、1889年（明治22年）2月2日に官報に掲載された「 市制施行地」（内務省告示第1号）によって鹿児島が市制施行地に指定された。3月5日には鹿児島県令第26号によって鹿児島郡のうち50町村が市制による鹿児島市の区域と定められ、4月1日に市制が施行されたのに伴い、鹿児島郡50町村（山下町、平之馬場町、新照院通町、長田町、冷水通町、上竜尾町、下竜尾町、池之上町、鼓川町、稲荷馬場町、清水馬場町、春日小路町、車町、恵美須町、小川町、和泉屋町、浜町、向江町、栄町、柳町、易居町、中町、金生町、東千石馬場町、西千石馬場町、汐見町、泉町、築町、生産町、六日町、新町、松原通町、船津町、呉服町、大黒町、堀江町、住吉町、新屋敷通町、加治屋町、山之口馬場町、樋之口通町、薬師馬場町、鷹師馬場町、西田町、上之園通町、高麗町、下荒田町、荒田村、西田村、塩屋村）の区域より鹿児島市が成立した。市制施行以前の松原通町は鹿児島市の町「松原通町」となった。1899年（明治32年）1月9日に従来の町名から通を除いた「松原町」に改称した。1924年（大正13年）に町域の一部が南林寺町に分割された。
1962年（昭和37年）に住居表示に関する法律が施行されたのに伴い、鹿児島市は鹿児島市街地域の住居表示に着手した。1963年（昭和38年）9月11日に城南地区で住居表示の実施に伴う町域の再編が実施され、南林寺町の一部を松原町に編入し、同時に松原町で住居表示が行われた。

### 町域の変遷
| 実施後           | 実施年             | 実施前           |
| ---------------- | ------------------ | ---------------- |
| 南林寺町（新設） | 1924年（大正13年） | 松原町（一部）   |
| 松原町（編入）   | 1963年（昭和38年） | 南林寺町（一部） |

## 人口

### 資料統計
| 統計年次〔年〕     | 世帯数〔世帯〕 | 総人口〔人〕 | 備考  |
| ------------------ | -------------- | ------------ | ----- |
| 1908年（明治41年） | 577            | 2,284        | [ 3 ] |
| 1922年（大正11年） | 473            | 2,748        | [ 3 ] |
| 1935年（昭和10年） | 492            | 2,257        | [ 3 ] |

### 国勢調査
以下の表は国勢調査による小地域集計が開始された1995年以降の人口の推移である。
| 年                 | 人口  |
| ------------------ | ----- |
| 1995年（平成7年）  | 1,452 |
| 2000年（平成12年） | 1,371 |
| 2005年（平成17年） | 1,547 |
| 2010年（平成22年） | 1,565 |
| 2015年（平成27年） | 1,740 |

## 文化財

### 市指定
- 刀 銘奥大和守平朝臣元平（有形文化財（工芸品））[19]

## 施設

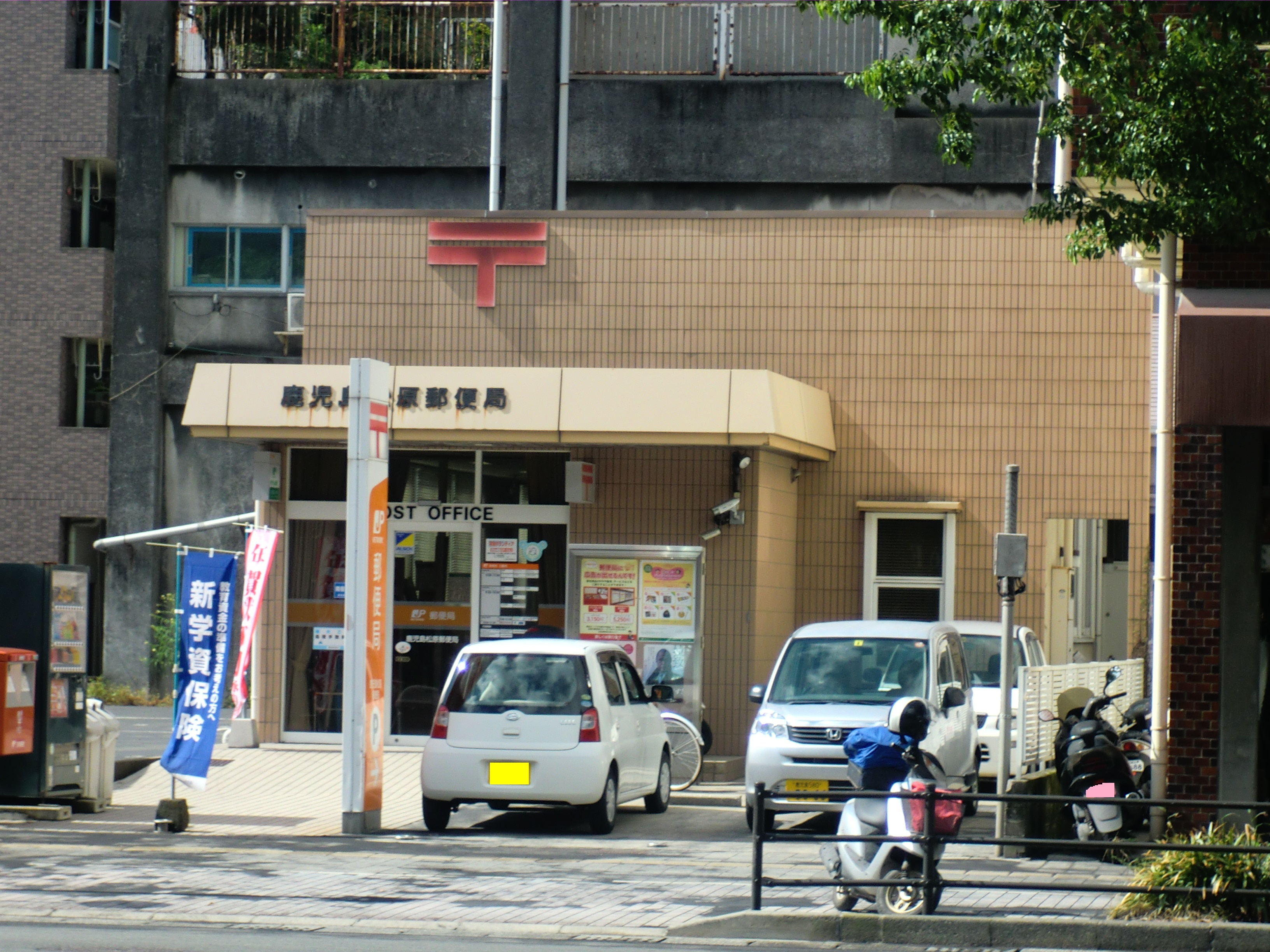
鹿児島松原郵便局

### 公共
- 松原福祉館[20]

### 教育
- 松原保育園[21]

### 郵便局
- 鹿児島松原郵便局[22]

### 寺社
- 松原神社
- 教王寺

## 小・中学校の学区
市立小・中学校に通う場合、学区（校区）は以下の通りとなる。
| 町丁   | 番・番地 | 小学校               | 中学校               |
| ------ | -------- | -------------------- | -------------------- |
| 松原町 | 全域     | 鹿児島市立松原小学校 | 鹿児島市立甲東中学校 |

## 交通

### 道路
一般国道
- 国道225号

市道
- パース通り